# ایخرک
ایخرک (به لاتین: Ikhrek) یک منطقهٔ مسکونی در روسیه است که در داغستان واقع شده‌است.